# Non sono più guaglione
Non sono più guaglione è un film italiano del 1958 diretto da Domenico Paolella.

## Trama
Con la Cadillac che ha ricevuto in regalo da due turisti americani, il povero meccanico Vincenzino acquista importanza agli occhi della provocante Carolina, ma finisce anche per farsi coinvolgere nei loschi traffici del "francese" e per non accorgersi dell'affetto sincero della sorella di Carolina, Nennella.

## Produzione
La pellicola è il sequel del film Guaglione, diretto da Giorgio Simonelli nel 1956, con protagonisti differenti, rientrante nel filone dei melodrammi sentimentali strappalacrime, molto in voga tra il pubblico italiano negli anni cinquanta, ma all'epoca entrato nella sua fase calante.

## Accoglienza
Il film risultò appena il 93° incasso al botteghino italiano nella stagione cinematografica 1957-1958, a conferma della crisi del filone melò.